# Бантеайсрей
Бантеайсрей, або Бантеай-Срей (кхмер. បន្ទាយស្រី [bɑntiəj srəj], букв. «Цитадель Жінки») — храмовий комплекс на території провінції Сіємреап в Камбоджі у підніжжя гори Пном Дай, 25 км на північний схід від основної групи храмів Ангкора. Храм присвячений індуїстському богу Шиві. Збудований під час правління Раджендравармана II, точна дата завершення будівництва — 967 рік.
Храм збудований з червоного пісковика, навколишні стіни — з латерита. Бантеайсрей — єдиний з ангкорських храмів, збудований не монархом, а царським сановником Яджнавараха (Khmer: យជ្ញវរាហៈ) в своїй власній вотчині місті Ішварапура. На знайденій на території храму стелі написано, що Яджнавараха був вченим і філантропом, який помагав бідним, нужденним, хворим і невинним.
Був виявлений французами в 1914 році. Став відомим через десять років, відразу після того, як письменник і авантюрист Андре Мальро спробував викрасти статуї 4-х апсар.
Храм був відновлений методом анастілоза Анрі Маршалом в 1931—1936 роках. Розташований храм Бантеайсрей поблизу однойменного населеного пункту.